# 50-я ракетная дивизия
50-я ракетная Краснознамённая дивизия (50-я РД, в/ч 52035) - — ракетная дивизия, находившаяся в составе 43-й ракетной армии ракетных войск стратегического назначения.

## История
15 мая 1953 года, в соответствии с директивой генерального штаба Советской Армии от 26 февраля 1953 года на полигоне Капустин Яр началось формирование 80-й инженерной бригады РВГК на основе 23-й бригады специального назначения РВГК.
К декабрю 1953 года формирование бригады было закончено, и в феврале-марте 1954 года она была передислоцирована в с. Белокоровичи Житомирской области.
1 октября 1955 года бригада переформирована в 80-ю учебную инженерную бригаду РВГК, а в мае 1959 года ей было возвращено прежнее наименование – 80-я инженерная бригада РВГК.
В мае 1960 года бригада переформирована в 80-ю ракетную бригаду и включена в состав 43-й ракетной бригады.
Директивами МО СССР от 5 апреля 1961 года и главнокомандующего РВСН от 13 апреля 1961 года управление 80-й ракетной бригады переформировано в управление 50-й ракетной дивизии.
В 1961 году с 5 августа по 16 сентября некоторые части и подразделения дивизии принимали участие в специальном учении ракетных войск стратегического назначения и осуществили два учебно-боевых пуска ракет Р-12 с термоядерными головными частями с полевых позиций в районе Салехард на Новоземельском полигоне (операция «Роза»).
В 1984 году дивизия в составе пяти ракетных полков, иных специальных частей и подразделений начала перевооружение на новые подвижные ґрунтовые ракетные комплексы (ПГРК) РСД-10 «Пионер» и заступила на боевое дежурство.
4 мая 1985 года указом президиума верховного совета СССР 50-я ракетная дивизия была награждена в связки с 40-летием Победы советского народа в Великой Отечественной войне 1941-1945 годов орденом Красного Знамени.
В 1986 году в с. Белокоровичах Житомирской области была создана 84-я отдельная вертолётная эскадрилья (ОВЭ).
С сентября 1989 по апрель 1991 года пять ракетных полков были сняты с боевого дежурства и расформированы.
30 апреля 1991 года подписан приказ о прекращении существования дивизии.

## Состав
- Состав в 1960 году:
  - 163-й ракетный полк, в/ч 32156, позывной «Коса» (г. Белокоровичи Житомирской области);
  - 181-й ракетный полк, в/ч 32157, позывной «Дельфин» (с. Липники Житомирской области);
  - 432-й ракетный полк, в/ч 44124, позывной «Гамма» (г. Коростень Житомирской области).

В 1961 году в состав дивизии включён 431-й гвардейский ракетный Киевско-Ровенский ордена Ленина Краснознамённый орденов Суворова, Кутузова и Богдана Хмельницкого полк, в/ч 44023, позывной «Ватерпас», сформированный в г. Бердичеве Житомирской области, в составе 19-й ракетной дивизии.
В 1984 году в состав дивизии включён 60-й ракетный полк, в/ч 99931, в/ч 89505, с 1984 - в/ч 99931, позывной «Дюймовый», до этого являвшийся «отдельным» в прямом подчинении 43-й ракетной армии.
- Состав в 1985 году:
  - 60-й ракетный полк (г. Высокая Печь Житомирской области);
  - 163-й ракетный полк (г. Белокоровичи Житомирской области);
  - 181-й ракетный полк (с. Липники Житомирской области);
  - 431-й гвардейский ракетный полк (г. Высокая Печь Житомирской области);
  - 432-й ракетный полк (г. Коростень Житомирской области).

Части специальных войск и тыла (ЧСВТ):
- 84-я отдельная вертолётная эскадрилья (овэ), в/ч 95821;
- 329-я ремонтно-техническая база (ртб), в/ч 32146,  (придана 163-му рп);
- 331-я ремонтно-техническая база (придана 181-му рп); 1517-я ремонтно-техническая база, в/ч 34182, (придана 431-му рп); 1519-я ремонтно-техническая база (придана 432-му ракетному полку); 4187-я техническая ракетная база (трб); 737-й узел связи (УС), в/ч 03389.

## Вооружение
Р-12У - 8К63 (1960-1984 гг.)

РСД-10 «Пионер-У» [SS-20] - 15Ж45 (1985-1991 гг.).

## Командиры дивизии
- генерал-майор Гнидо Пётр Андреевич (июль 1961-1964 гг.);
- генерал-майор Бондаренко Борис Андреевич (1964-1971 гг.) ;
- генерал-майор Лобанов Борис Иванович (1971-1975 гг.);
- генерал-майор Иванушкин Василий Матвеевич (1975 г. - август 1978 г.);
- генерал-майор Чичеватов Николай Максимович (август 1978 г. - 1982 г.);
- генерал-майор Вершков Иван Василевич (1982 г. - сентябрь 1985 г.);
- генерал-майор Вахрушев Леонид Петрович (сентябрь 1985 г. - август 1991 г.).